# インディゴ:ウーマン・オブ・ソング
『インディゴ:ウーマン・オブ・ソング』（Indigo: Women of Song）は、2004年にリリースされたオリビア・ニュートン＝ジョンのスタジオ・アルバムである。

## 解説
- 全曲女性シンガーの楽曲のカバーによって構成されている。
- 2006年の来日公演の際に記念盤として次作『ストロンガー・ザン・ビフォアー』とともに日本盤が発売された。

## 収録曲
1. お馬鹿さん - How Insensitive
2. 情欲の悪魔 - Love Me or Leave Me
3. クライ・ミー・ア・リヴァー - Cry Me a River
4. 恋するハート - Anyone Who Had a Heart
5. 花はどこへ行った - Where Have All the Flowers Gone?
6. 愛しているのに - How Glad I Am
7. ラヴィン・ユー - Lovin' You
8. 雨の日と月曜日には - Rainy Days and Mondays
9. 悲しみのクラウン - Send In the Clowns
10. サマータイム - Summertime
11. アルフィー - Alfie